# Monroe County, Florida
Monroe County är ett administrativt område i delstaten Florida, USA, med 73 090 invånare. Den administrativa huvudorten (county seat) är Key West. 
Dry Tortugas nationalpark och del av Everglades nationalpark ligger i countyt som är delstatens sydligaste och omfattar ögruppen Florida Keys samt en nästan helt obebodd fastlandsdel vid Everglades.

## Geografi
Enligt United States Census Bureau så har countyt en total area på 9 679 km². 2 582 km² av den arean är land och 7 097 km² är vatten. 

### Angränsande countyn
- Collier County, Florida – nord
- Miami-Dade County, Florida – öst